# Стара Бялка
Стара Бялка (пол. Stara Białka, нім. Alt Weissbach) — село в Польщі, у гміні Любавка Каменноґурського повіту Нижньосілезького воєводства.
Населення — 212 осіб (2011).
У 1975-1998 роках село належало до Єленьоґурського воєводства.

## Демографія
Демографічна структура станом на 31 березня 2011 року:
|          | Загалом | Допрацездатний вік | Працездатний вік | Постпрацездатний вік |
| -------- | ------- | ------------------ | ---------------- | -------------------- |
| Чоловіки | 104     | 27                 | 65               | 12                   |
| Жінки    | 108     | 26                 | 65               | 17                   |
| Разом    | 212     | 53                 | 130              | 29                   |